# Century Series

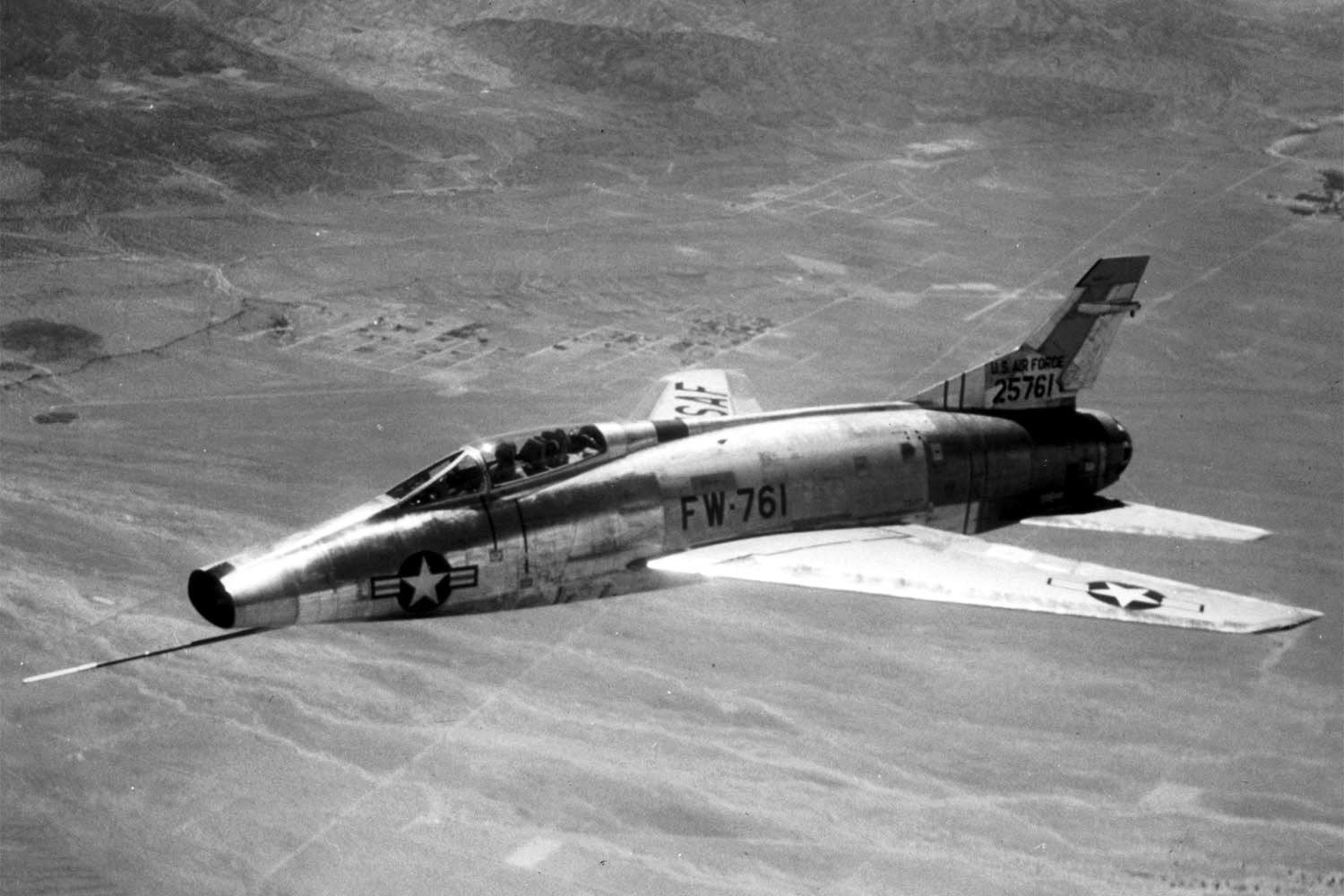
F-100

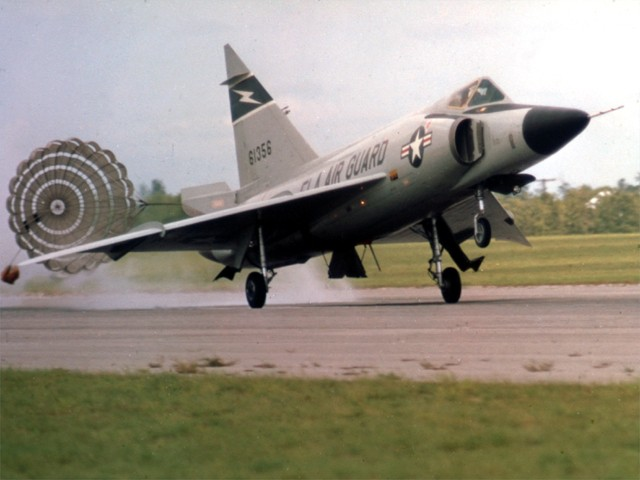
F-102

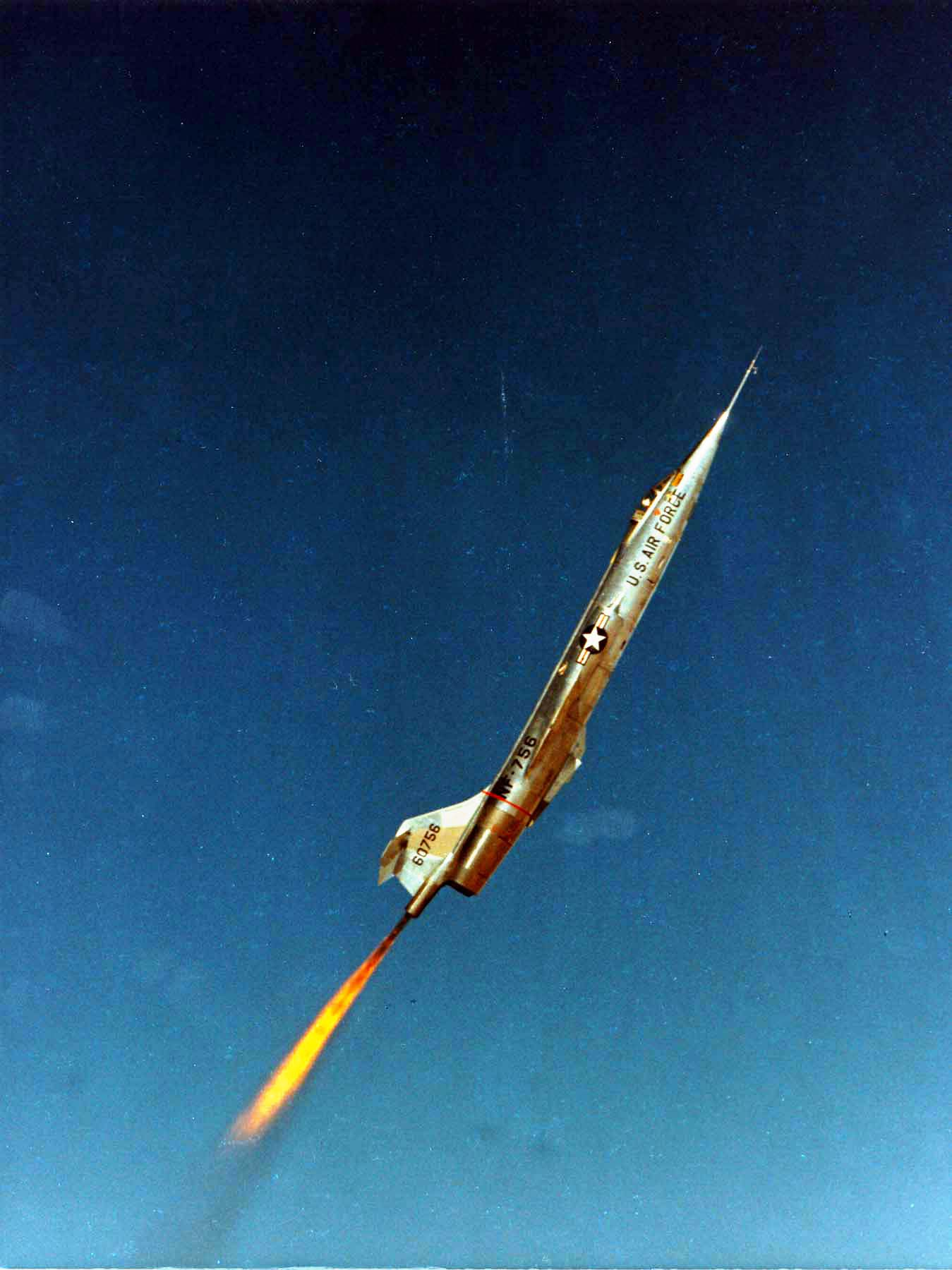
F-104

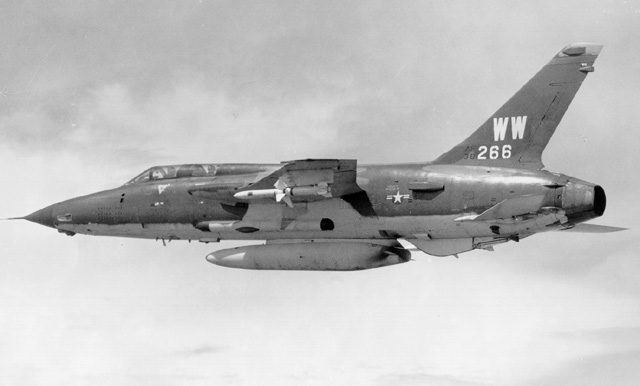
F-105

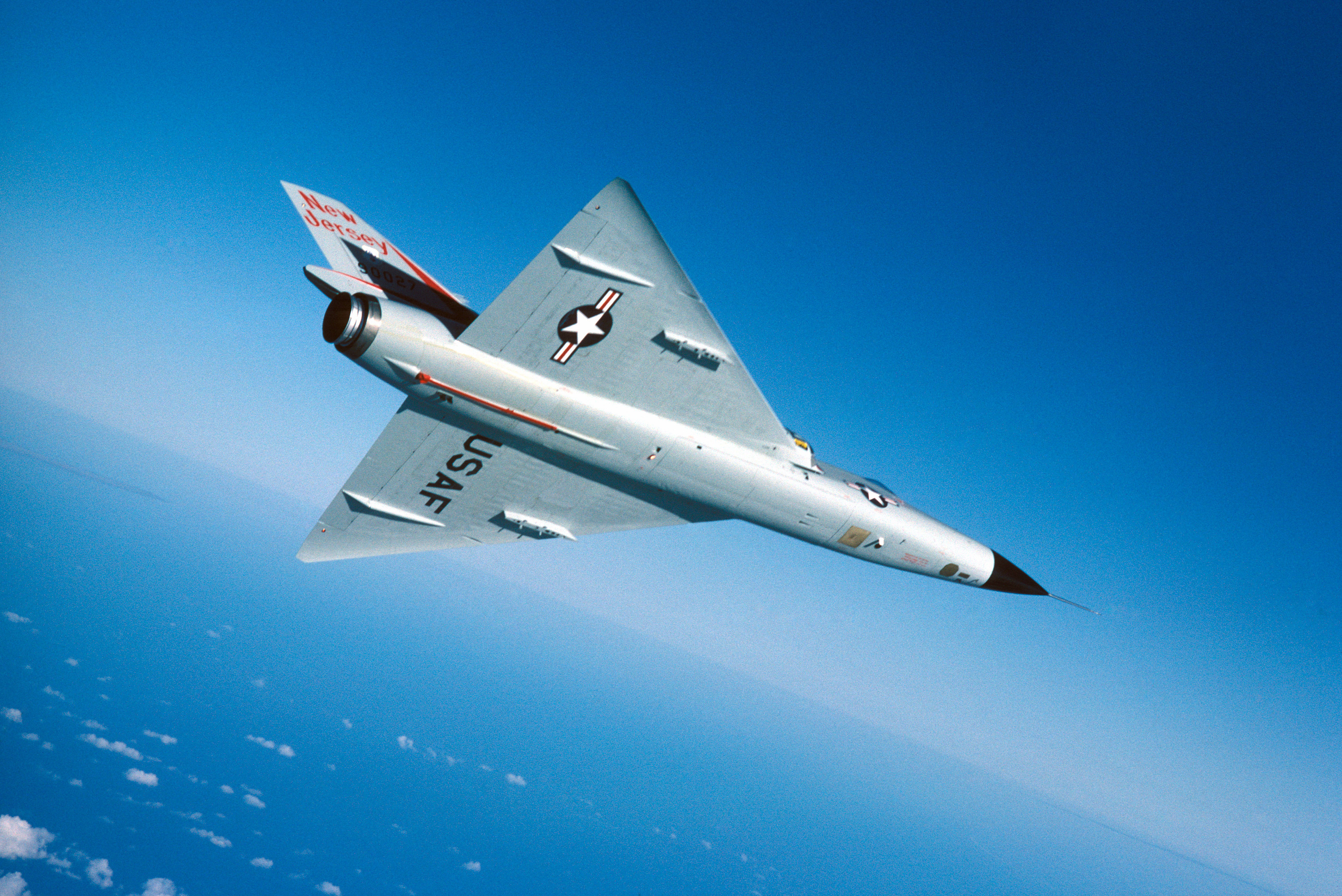
F-106

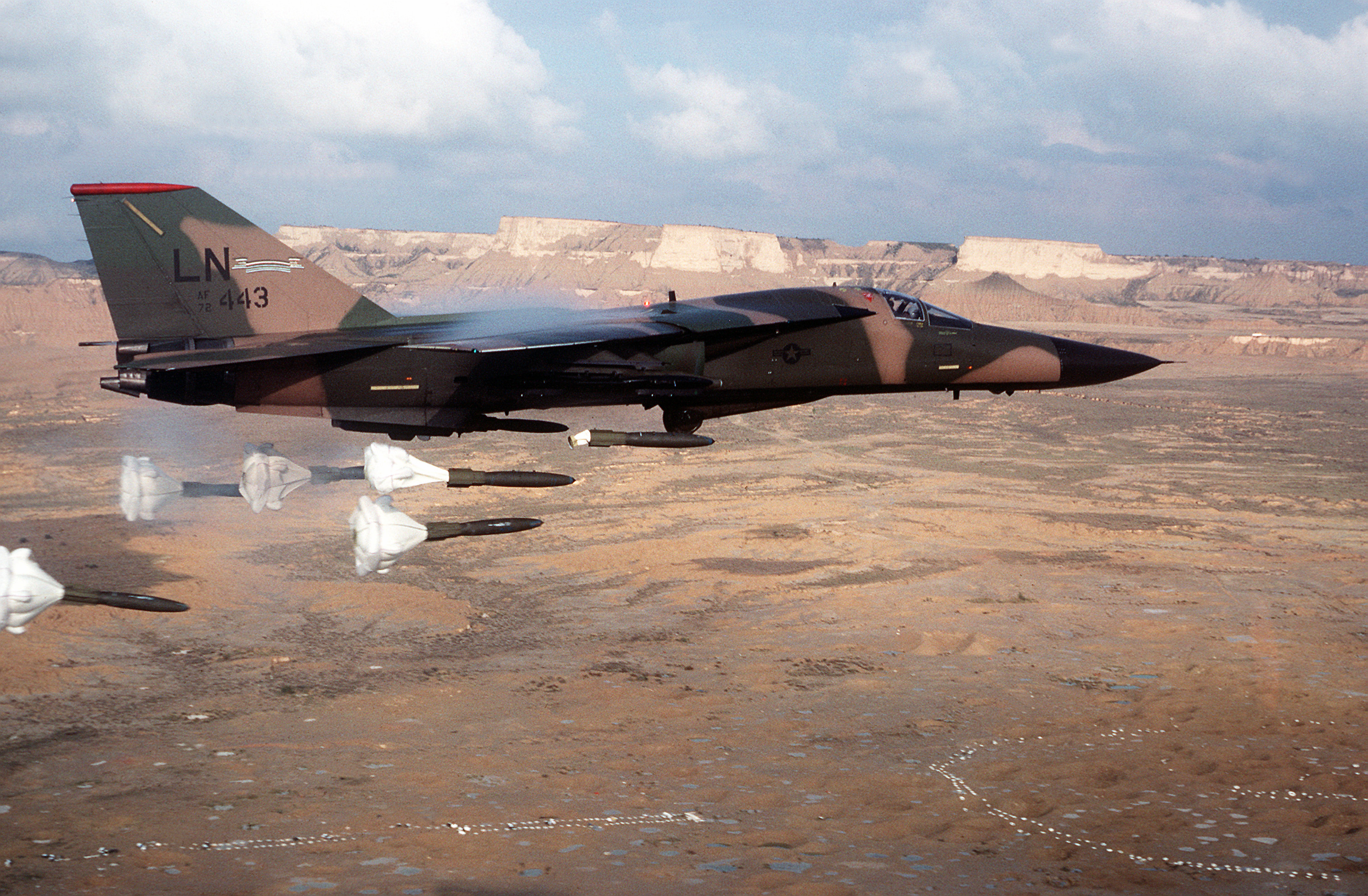
F-111

Con il termine inglese century series si identifica la famiglia degli aerei da caccia supersonici di prima e seconda generazione dell'USAF. Questi aerei hanno rappresentato un'importante componente del progresso nel settore degli aerei militari.
Nei primi anni cinquanta le tecnologie erano mature a sufficienza per tentate di dare ad aerei operativi capacità supersoniche, ora che i motori erano abbastanza potenti, ma soprattutto venne ideata un'aerodinamica adatta a superare la delicatissima fase transonica. La principale innovazione fu la "regola delle aree" o fusoliera "a vita di vespa" o "a bottiglia di Coca-cola".
In ogni caso, i nuovi caccia supersonici erano attesi e vennero poi sostenuti da una popolarità che negli Stati Uniti andava da Hollywood alle scolaresche, e in pochissimi anni si arrivò ad un entusiasmo incredibile grazie a progetti di macchine capaci di volare a Mach 3 e oltre, realizzate in titanio, come l'XF-103 Thunderwarrior e l'XF-108 Rapier (i quali tuttavia non volarono mai), per poi arrivare ad altri velivoli straordinari, come ad esempio la famiglia dell'SR-71 "Blackbird".
Bisogna notare inoltre che all'epoca non era ben chiaro che la velocità operativa dei caccia muniti di postbruciatore era, mediamente, solo leggermente più elevata di quella dei loro antenati, mentre il consumo di carburante rendeva difficile raggiungere le prestazioni teoriche di questi aerei. Il loro aspetto migliore era senz'altro la velocità di salita, molto maggiore per i nuovi caccia, ma la velocità di crociera a oltre Mach 1 rimase un sostanziale miraggio, perché solo macchine ben più pesanti avevano l'efficienza e l'autonomia necessaria per raggiungerla. Per i caccia monomotori, invece, era normale essere a corto di carburante dopo 5-10 minuti a piena potenza.
In seguito vennero realizzati altri aerei attribuiti alla "century series", come il General Dynamics F-111 "Aardvark", ma si è trattato spesso di designazioni di comodo, come nel caso del Lockheed F-117 Nighthawk, che non ha nulla di simile alla serie originariamente pensata.

## Gli aerei della Century Series
- North American F-100 Super Sabre: era il primo caccia della Century Series, derivato dalla versione navale del famoso F-86 Sabre che stava combattendo in Corea. Il primo esemplare volò nel 1953 e pochi anni dopo la macchina entrò in servizio, pur se afflitta da numerosi e gravi problemi alcuni dei quali risolti solo parzialmente nel corso della carriera operativa. L'F-100 era un velivolo potente, nonché il primo caccia americano capace di raggiungere il regime supersonico in volo orizzontale. Utilizzato pochissimo come caccia puro, conobbe inaspettatamente una seconda giovinezza nella guerra del Vietnam dove, con oltre 300.000 missioni, fu uno dei più diffusi aerei da attacco al suolo dell'USAF, almeno fino alla sua sostituzione con l'F-105 Thunderchief.
- McDonnell F-101 Voodoo: anche il secondo caccia della "serie 100" era derivato da una macchina precedente, il caccia XF-88 di scorta a lungo raggio, costruito in soli 2 prototipi e mai entrato in servizio. Il Voodoo era un aereo avanzato e potente, dotato di due motori Pratt & Whitney J57 ma afflitto da diversi problemi di affidabilità. Venne impiegato come caccia intercettore e, in Vietnam, come efficiente ricognitore. I suoi problemi non furono mai totalmente risolti se non verso la fine della sua carriera operativa. Assieme al McDonnell F3H Demon fu peraltro l'antenato del famoso F-4 Phantom II.
- Convair F-102 Delta Dagger: aereo da intercettazione esclusivamente progettato per tale ruolo, con un'ala a delta di disegno molto semplice ed essenziale. Era il primo intercettore supersonico con capacità ognitempo. L'aereo era però sottopotenziato e poteva mantenere solo per brevi tratti la velocità supersonica, comunque solo marginalmente oltre Mach 1. L'F-102 entrò in servizio nel 1955 e vi rimase per qualche decennio.
- Republic XF-103 Thunderwarrior: era uno straordinario ed ambizioso progetto per un intercettore supersonico, teoricamente capace di superare Mach 3 e realizzato in titanio. Questo potente aeroplano era troppo avanzato per le tecnologie degli anni cinquanta e quando, nel 1957, venne cancellato non era stato assemblato nemmeno un prototipo volante. L'aereo comunque introdusse l'idea di sistema d'arma integrato, come anche l'idea di costruire macchine con leghe di titanio per resistere al calore.
- Lockheed F-104 Starfighter: fu il primo aereo in grado di raggiungere Mach 2 ad entrare in servizio, poco dopo il 1955. A parte l'alta velocità, era carente in numerosi altri aspetti, con un'ala troppo piccola che dava luogo ad un carico alare alto, una manovrabilità ridotta, il problema dell'accoppiamento inerziale (che consiste in un eccessivo squilibrio tra la massa delle ali e quella della fusoliera) ed infine i piani di coda a T, che favorivano la salita in quota quanto il fenomeno del "superstallo". Aereo dalle prestazioni eccezionali, ma dal modesto carico utile, come anche l'autonomia, venne poco apprezzato in patria e usato con scarsi risultati in Vietnam. Venne impiegato per oltre 40 anni anche dall'Aeronautica Militare Italiana.
- Republic F-105 Thunderchief: dotato di un motore J75 da 12 tonnellate di spinta, venne impiegato essenzialmente come bombardiere tattico nucleare, poi convenzionale. Venne impiegato in Vietnam, dove abbatté 28 MiG, curiosamente tutti del tipo -17, ma ebbe da questi almeno 24 perdite. Gli ultimi, pochi biposto, sopravvissero fino al 1984.
- Convair F-106 Delta Dart: era un caccia veloce e di ottime qualità, forse l'unico Century series rimpianto dai piloti statunitensi. Era l'affinamento del predecessore F-102, ma dotato del voluminoso e potente motore J75 e, soprattutto, di un design a "regola delle aree", per una minore resistenza alle velocità transoniche e supersoniche. Oltre 300 esemplari vennero prodotti dagli ultimi anni cinquanta. L'F-106 uscì però sconfitto dal confronto con l'F-4, che ottenne quindi la maggior parte degli ordinativi. Nell'insieme il Delta Dart, con un raggio d'azione minore di quello dell'F-102 ma con la possibilità di essere rifornito in volo, è stato penalizzato dalla mancanza di un armamento adeguato, essendo costituito dai scarsamente affidabili missili AIM-4 Falcon e da razzi nucleari Genie. Nondimeno, ebbe almeno 20 ammodernamenti fino a quando venne definitivamente ritirato, nel 1988.
- North American F-107: proposta per un cacciabombardiere che in pratica rappresentava un'edizione riveduta e corretta del Super Sabre, tant'è vero che inizialmente venne designato F-100B. Rimotorizzato col prestante reattore Pratt & Whitney J75, riconoscibilissimo per via dell'inusuale posizione della presa d'aria (sul dorso della fusoliera) e capace di velocità massime di oltre Mach 2, era la risposta ad una specifica dell'USAF per un nuovo tipo di cacciabombardiere che avrebbe equipaggiato i reparti dell'allora Tactical Air Command (TAC). Costruito in soli tre prototipi, il primo dei quali effettuò il primo volo il 10 settembre 1956, entrò in competizione con il concorrente Republic F-105 Thunderchief con quest'ultimo che si aggiudicò il contratto.
- North American XF-108 Rapier: era un altro avveniristico progetto di intercettore da Mach 3, quasi coetaneo dell'XF-103 ma dotato di maggiore raggio d'azione. Inizialmente concepito come caccia di scorta per l'avanzatissimo bombardiere da Mach 3 XB-70 Valkyrie venne poi proposto, successivamente all'abbandono del progetto XB-70, come intercettore per la difesa degli spazi aerei statunitensi. Tuttavia il suo sviluppo fu caratterizzato da tali costi e difficoltà di realizzazione che l'intero programma venne abbandonato a sua volta già nel 1959 senza che venisse costruito un solo Rapier. Lo stesso anno entrava in servizio il caccia F-106.
- Bell XF-109: ambizioso progetto della Bell per un caccia supersonico capace di decollo e atterraggio corto/verticale (V/STOL). Tali caratteristiche sarebbero state possibili grazie all'adozione di un sistema basculante che avrebbe fatto ruotare i suoi 8 reattori (4 per ogni estremità alare), permettendo così la vettorializzazione della spinta e quindi il decollo e atterraggio corto o verticale. Il progetto venne cancellato nel 1961 e nessun esemplare venne costruito, a parte un modello a grandezza naturale.
- General Dynamics F-111 "Aardvark": era un bombardiere tattico supersonico, l'aereo "multiruolo" e "interforze" (comune cioè ad Aeronautica e Marina) fortemente voluto da Robert McNamara. Nella versione imbarcata (F-111B) avrebbe dovuto essere il nuovo intercettore di difesa della flotta in sostituzione del Phantom II, ma i continui e preoccupanti aumenti di peso (e dei costi) spinsero la U.S. Navy a rinunciare all'F-111B. Questo spianò la strada al Grumman F-14 Tomcat, che tuttavia dell'F-111B adottò l'apparato propulsivo nonché alcune componenti del sistema d'arma come il radar e il missile Phoenix. Nell'USAF invece l'F-111 eccelse come bombardiere tattico, introducendo per la prima volta (dopo non pochi problemi) la capacità di volo radente ognitempo e automatico. È stato in servizio fino al dicembre 2010 nell'australiana RAAF, ma ebbe il suo battesimo del fuoco alla fine degli anni sessanta durante la guerra in Vietnam.
- Lockheed F-117 Nighthawk: questo aereo ha introdotto un'altra tipologia di capacità di interdizione, quella della ridotta evidenza radar e IR ("stealthiness"), che ha reso non del tutto necessario il volo radente, e certo non quello a velocità supersonica. Questo tipo di "furtività" di seconda generazione, basato su di un disegno "intelligente" della macchina, è quindi anche più economico dei costosi apparecchi da Mach 2. Dato l'aspetto, l'aereo venne da molti ribattezzato "l'aereo invedibile" piuttosto che "invisibile". L'F-117 è solo marginalmente, se lo è, supersonico, rientrando a stento nella "Century series" per la caratteristica fondamentale richiesta, il volo livellato oltre Mach 1.

## Curiosità
Originariamente l'USAF  "riciclò" l'F-4 Phantom II nella century series, chiamandolo F-110 Spectre: l'origine di questo cambio di nome risiede molto probabilmente nel fatto che negli anni cinquanta e sessanta c'erano molte rivalità e attriti tra l'USAF e la U.S. Navy.